# Richard Kania
Richard Kania (16. ledna 1929 Praha – 31. března 2023) byl český lékař a atlet.

## Život
V mládí se věnoval atletice, konkrétně středním tratím. Závodil na Sokol Brno I, v letech 1949 a 1951 byl členem štafety na 4× 400 metrů, která obsadila na mistrovství Československa třetí místo. Po absolvování lékařské fakulty Masarykovy univerzity pracoval jako chirurg, později primář chirurgie ivančické nemocnice.
Město Ivančice mu v roce 2004 udělilo čestné uznání za práci v oboru přírodní vědy a lékařství. Při ocenění starosta Vojtěch Adam zdůraznil jeho průkopnické metody chirurgického léčení onemocnění zejména zažívacího traktu a řešení zdravotních problémů sportovců vrcholových i rekreačních, mj. Jaroslava Kocourka. V roce 2006 se stal laureátem Ceny Jihomoravského kraje za přínos v oblasti lékařských věd. V rámci ankety Sportovec Jihomoravského kraje 2013 obdržel Cenu za celoživotní přínos jihomoravskému sportu.